# Žopy
Žopy jsou vesnice, část města Holešov v okrese Kroměříž. Nachází se asi 2 km na východ od centra Holešova. Katastrální území Žop má rozlohu 5,6 km2. Je zde evidováno 274 adres a trvale zde žije 486 obyvatel.
Na žopském katastru se nachází nejstarší neolitická osada objevená na území České republiky. Jednalo se o kulturu s lineární keramikou, jejíž nositelé byli prvními zemědělci na území Čech a Moravy.

## Název
Nejstarší písemné doklady ukazují podobu Žepy. Jméno je neznámého původu, asi předslovanské.

## Obyvatelstvo

### Struktura
Vývoj počtu obyvatel za celou obec i za jeho jednotlivé části uvádí tabulka níže, ve které se zobrazuje i příslušnost jednotlivých částí k obci či následné odtržení.
| Místní části   | Místní části | 1869 | 1880 | 1890 | 1900 | 1910 | 1921 | 1930 | 1950 | 1961 | 1970 | 1980 | 1991 | 2001 | 2011 | 2021 |
| -------------- | ------------ | ---- | ---- | ---- | ---- | ---- | ---- | ---- | ---- | ---- | ---- | ---- | ---- | ---- | ---- | ---- |
| Počet obyvatel | část Žopy    | 379  | 374  | 414  | 528  | 595  | 576  | 582  | 566  | 632  | 599  | 535  | 493  | 533  | 594  | 486  |
| Počet domů     | část Žopy    | 55   | 60   | 65   | 77   | 88   | 99   | 107  | 145  | 143  | 149  | 164  | 176  | 184  | 193  |      |

## Pamětihodnosti
- Boží muka

## Fotogalerie

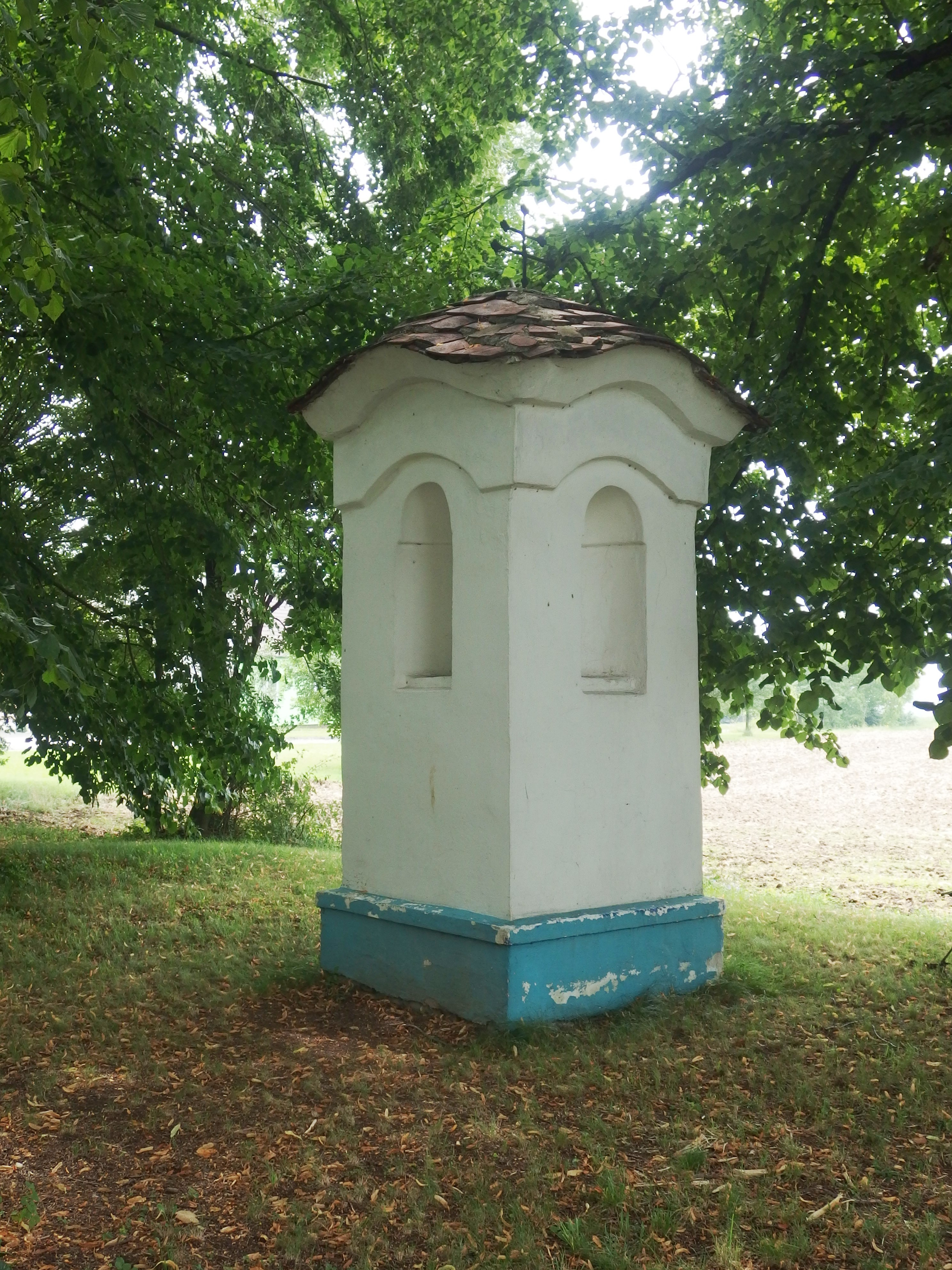
Památkově chráněná boží muka
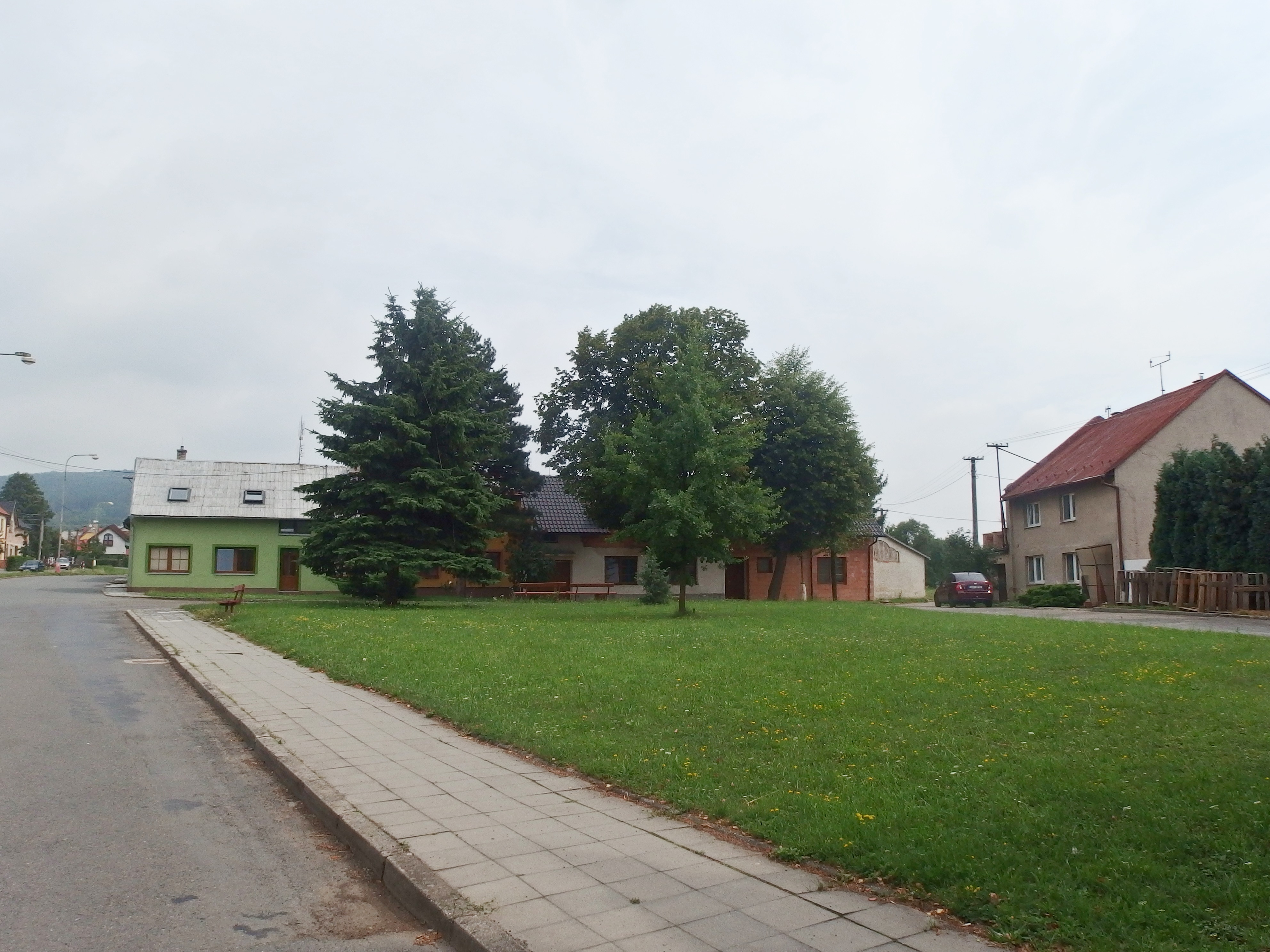
Část na návsi
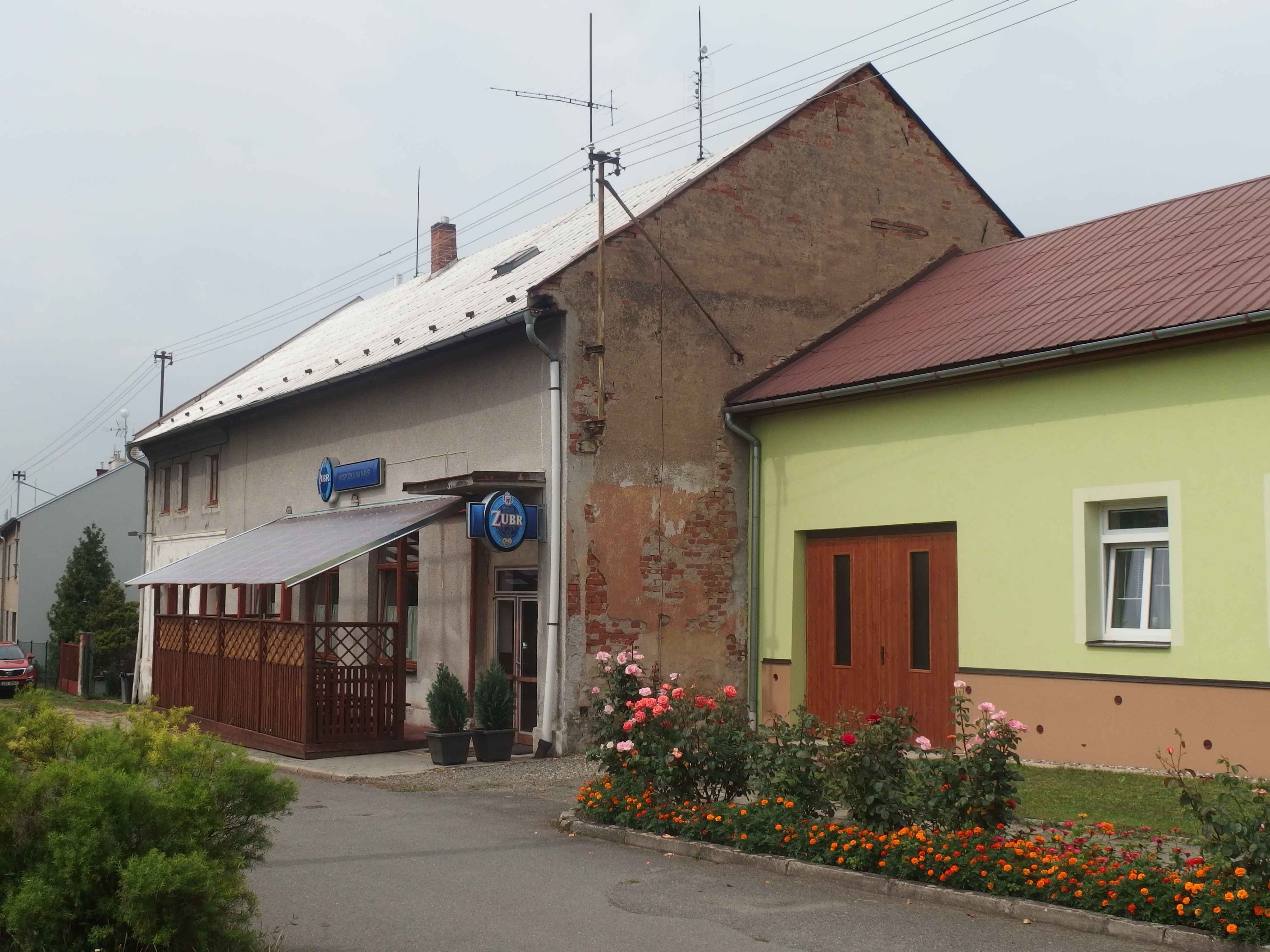
Hospůdka Na Návsi
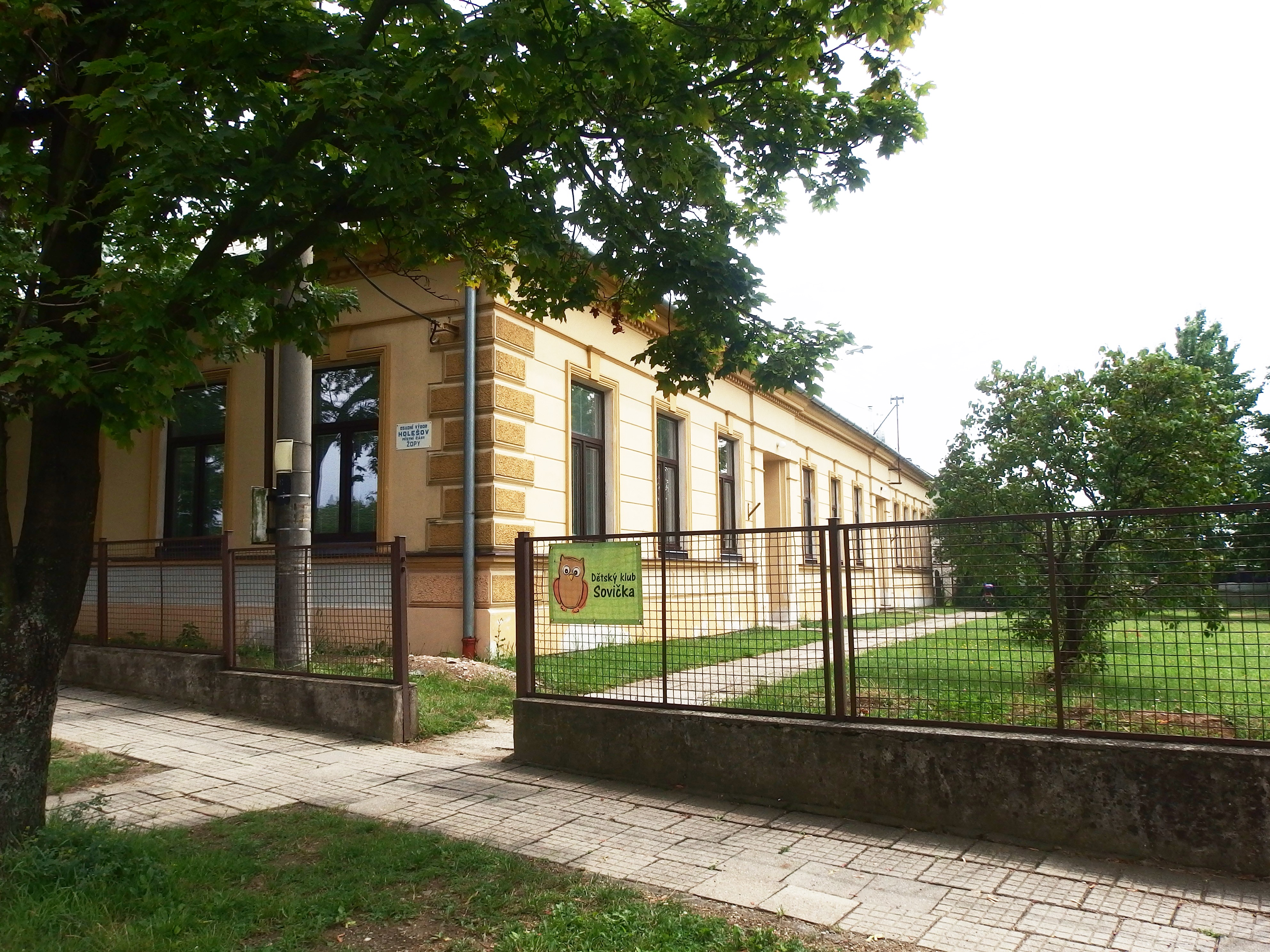
Osadní výbor
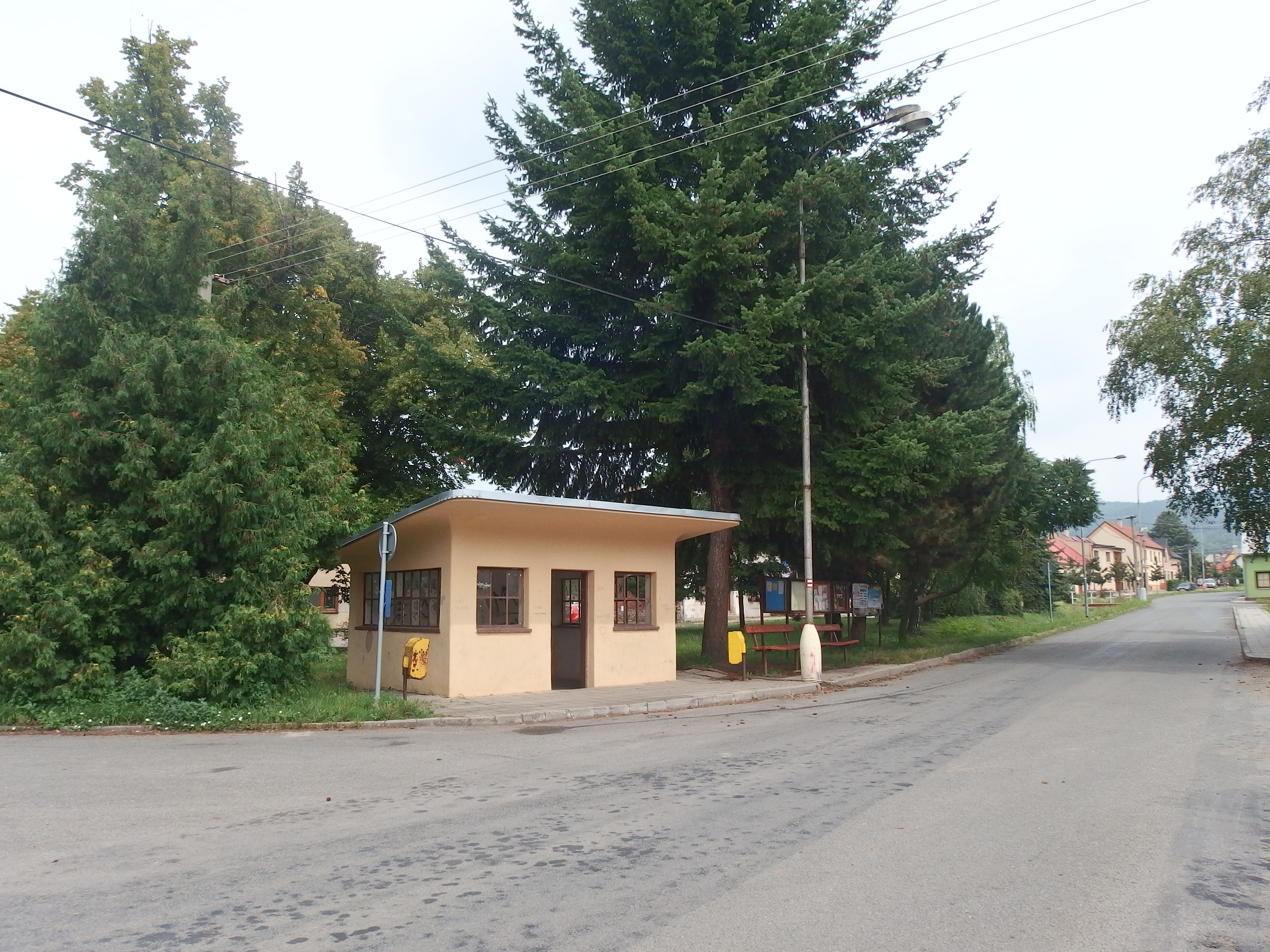
Zastávka